# Tunku Abdul Rahman (Tunku Mahkota di Johor)
Tunku Abdul Rahman ibni Al-Marhum Sultan Sir Ismail Al-Khalidi (Johor Bahru, 25 novembre 1935 – Johor Bahru, 12 luglio 1988) è stato un principe malese, figlio più giovane del sultano Ismail di Johor e fratello minore del sultano Iskandar di Johor. Abdul Rahman ricoprì la carica di Tunku Mahkota  (principe ereditario) per quasi vent'anni, fino a poco prima della morte del padre avvenuta nel 1981. La sua rimozione dall'incarico ha generato notevoli controversie per un breve periodo di tempo.

## Biografia
Tunku Abdul Rahman nacque all'Istana Semayun di Johor Bahru il 25 novembre 1935 ed era il terzo figlio maschio del sultano Isamil e della sua prima moglie Ungku Tun Amina binti Ahmad. Venne educato presso la Ngee Heng Primary School e il Sultan Abu Bakar English College di Johor Bahru e presso la Trinity Grammar School di Sydney.
Il 25 ottobre 1956, presso l'Istana Besar di Seri Menanti, si sposò con Tunku Hajjah Shahariah binti al-Marhum Tuanku 'Abdu'l Rahman. Dall'unione nacque un figlio,  Tunku Abu Bakar.
L'8 maggio 1959 il padre gli concesse il titolo di Tunku Aris Bendahara. Il 10 agosto 1961 venne nominato erede apparente con il titolo di Tunku Mahkota, in sostituzione del fratello, Tunku Mahmud Iskandar, privato del titolo per la sua cattiva condotta. Cinque anni dopo, nel dicembre del 1966, su richiesta del padre e con l'approvazione del Consiglio della Corte Reale a Tunku Mahmud Iskandar fu concesso il titolo di Raja Muda che garantisce la seconda posizione nella linea di successione al trono. Il 29 aprile del 1981, il sultano Ismail, cambiò nuovamente la successione rimettendo al primo posto Mahmud Iskandar.
La decisione colse molte persone di sorpresa; tra questi vi era l'allora Menteri Besar di Johor Othman Saat che prontamente criticò le azioni del sultano e per questo causò l'ira di Mahmud Iskandar. Abdul Rahman, d'altra parte, decise inizialmente di non contestare la decisione ma poi espresse le sue rimostranze alla stampa esprimendo il suo shock e la sua delusione per la decisione del padre, suggerendo di non aver fatto nulla di male nei venti anni trascorsi come Tunku Mahkota e citato alcuni dei suoi contributi più significativi allo Stato durante il suo mandato. Tuttavia, alcuni testimoni oculari contestarono la legittimità di questa decisione sostenendo che al momento della nomina il sultano Ismail fosse già in coma.
Dopo la crisi di successione ad Abdul Rahman fu riconcesso il titolo di Tunku Bendahara. Nei suoi ultimi anni, la sua salute, già afflitta dal diabete, peggiorò a tal punto che fu necessario amputargli una gamba.
Morì all'Istana Pasir Pelangi di Johor Bahru il 12 luglio 1988.
Dopo la sua morte, il titolo di Tunku Bendahara venne assegnato al figlio minore del sultano Iskandar, Tunku Abdul Majid.